# Пунш

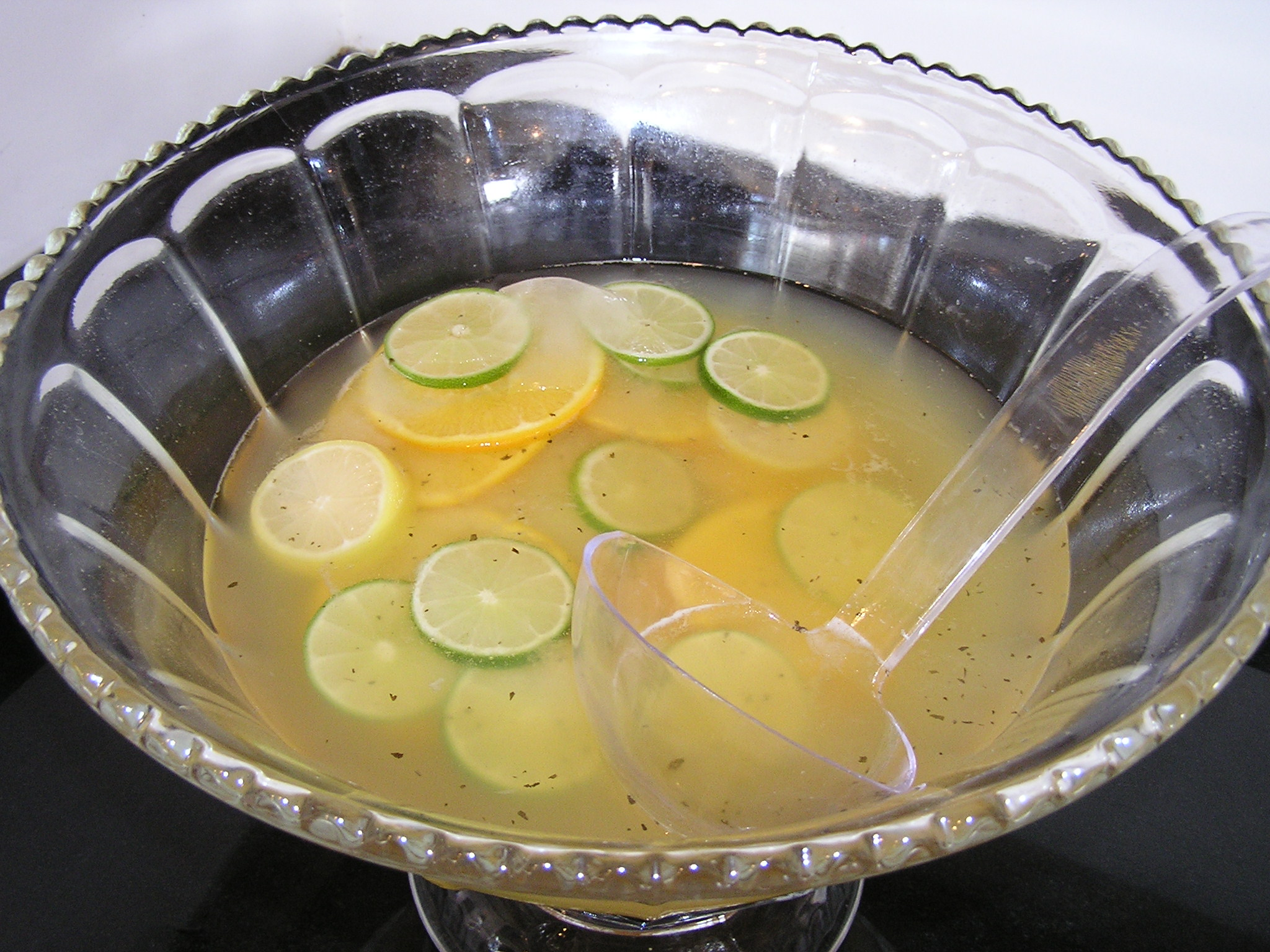
Південний пунш з бурбона

Пунш — зігрівальний коктейль, що зазвичай містить фрукти або фруктовий сік і готується з вина, рому або коньяку, цукру, води або чаю й прянощів — кориці чи гвоздики. Пунші п'ють переважно гарячими.
Вироби зниженої міцності (15-17% об.) з умістом цукру 33-40 г/100 мл, виготовляються на спиртованих соках і морсах із додаванням інгредієнтів і настоїв водно-спиртової рідини з ефіроолійною сировиною.
Подається традиційно на вечірках у великих широких шальках, зі шматочками фруктів, що плавають в них.
Напій був завезений з Індії в Англію на початку XVII століття і поширився в Європі.

## Історія
Пунш вперше з'явився в Індії, в перекладі з гінді слово punch перекладається як «п'ять». Це був гарячий напій з п'яти компонентів: рому, цукру, лимонного соку, гарячої води та чаю. В Індії напій називався paantsch, що походить від перського слова panj, що позначає «п'ять». Це слово, своєю чергою, походить від санскритського panchan-s.
До Англії його завезли з Індії моряки Британської Ост-Індської компанії на початку XVII століття. Спершу напій готувався на основі бренді та вина, оскільки ром став відомий лише в кінці XVII століття. Вперше термін «пунш» (англ. punch) був зареєстрований в британських документах в 1632 році.
З часом, варіантів приготування пуншу стало дуже багато: загальним для них є те, що до їхнього складу входить фруктовий сік. Пунш іноді подають холодним, або навіть роблять безалкогольний коктейль з різних фруктових соків, свіжих і консервованих ягід і фруктів, який теж називається пуншем.